# Mehmed III.
Mehmed III. Adli (osmansko turško: محمد ثالث Meḥmed-i sālis, turško: III. Mehmet), 13. sultan Osmanskega cesarstva in 92. kalif islama, * 26. maja 1566, † 21./22. decembra 1603.

## Življenjepis
Mehmed III. je bil sin sultana Murata III. in Safiye Valide Sultan, beneške plemkinje, rojene kot Sofia Baffo. Bil je zadnji sultan, ki je po prihodu na oblast po starem osmanskem običaju dal ubiti devetnajst bratov in polbratov in več kot dvajset sester. Bil je ničeven vladar in je vodenje države prepustil svoji materi Safiye Valide Sultan.
Glavni dogodek med njegovim vladanjem je bila avstrijsko-turška vojna na Ogrskem od leta 1593 do 1605. Zaradi porazov osmanske armade je sam prevzel poveljstvo, kar se ni zgodilo od Sulejmana I. dalje. Osmanska vojska je leta 1596 zavzela Eger in v bitki pri Mezőkeresztesu porazila habsburško in transilvanso vojsko. Mehmed se je sredi bitke hotel umakniti z bojišča, vendar so mu to na srečo preprečili. Naslednje leto so zdravniki ugotovili, da "sultan zaradi preobilne jedače in pijače ne more oditi na vojno".

## Družina
Poročen je bil s Handan Sultan, valide sultan, ki je bila po poreklu Grkinja s prvotnim imenom Helena in mati bodočih sultanov Ahmeda I. in Mustafe I..
Ahmedov tretji najstarejši sin Jahdža je prestopil v pravoslavno vero in se dolgo časa boril za osmanski prestol, katerega je leta 1603 zasedel njegov mlajši brat Ahmed I..  Počutil se je ogoljufanega, zato je dolga leta koval zarote, da bi dosegel svoj cilj. Potoval je večinoma po zahodni Evropi in številnim privržencem in celo štirim papežem obljubljal, da bo v Osmanskem cesarstvu kot državno vero vpeljal krščanstvo, če mu pomagajo priti na prestol.

## Smrt in zapuščina
Umrl je leta 1603 v palači Topkapi v Istanbulu. 
Bil je eden zadnjih osmanskih sultanov, ki je širil Osmansko cesarstvo. Po njegovi smrti je začelo cesarstvo propadati in se ni nikoli več opomoglo.